# What Becomes of the Brokenhearted
What Becomes of the Brokenhearted – utwór po raz pierwszy wydany przez Jimmy'ego Ruffina w 1966 roku. W późniejszych latach pojawiło się wiele coverów piosenki. Pod koniec lat 90. angielski piosenkarz, Joe Cocker wydał singiel z tą kompozycją, którą umieścił także na swoim albumie kompilacyjnym Greatest Hits.

## Certyfikaty i sprzedaż
| Kraj    | Najwyższa pozycja |
| ------- | ----------------- |
| Austria | 24                |